# Hauser (Familienname)
Hauser ist ein deutscher Familienname.

## Herkunft und Bedeutung
Hauser ist der Herkunftsname zum Ortsnamen Hausen oder zu einem Ortsnamen mit -haus(en).

## Varianten
- Hußer (um 1489)
- Heuser (um 1578)
- Häuser
- Häußer

## Namensträger

### A
- Adam Hauser (* 1980), US-amerikanischer Eishockeytorhüter
- Adolf Hauser (1811–1862), Schweizer Politiker
- Adolf Hauser (Pädagoge) (1829–1912), deutscher Lehrer und Gymnasialrektor
- Albert Hauser (1914–2013), Schweizer Historiker
- Albert Hauser (Architekt, 1856) (1856–1915), deutscher Architekt
- Albert Hauser (Architekt, 1871) (1871–?), Schweizer Architekt
- Alexander Hauser (* 1984), österreichischer Fußballspieler
- Alexis Hauser (* 1947), österreichischer Dirigent und Hochschullehrer
- Alfred Hauser (1907–1981), Bürgermeister der unterfränkischen Kleinstadt Ostheim v.d.Rhön und ab 1951 Landrat des Landkreises Mellrichstadt
- Alfred Hauser (Manager) (1924/1925–2004), Schweizer Wirtschaftsmanager und Eisenbahnexperte
- Alo Hauser (1930–1997), deutscher Jurist und Politiker (CDU)
- Alois Hauser der Ältere (1831–1909), deutscher Restaurator, Maler und Konservator
- Alois Hauser (Architekt) (1841–1896), österreichischer Architekt, Baubeamter und Archäologe, 1868 bis 1896 Lehrer an der Kunstgewerbeschule Wien
- Alois Hauser der Jüngere (1857–1919), deutscher Restaurator und Maler
- Alois Hauser (Geologe) (1899–1955), österreichischer Geologe und Hochschullehrer
- Alonso Heinze Hauser (* 1948), mexikanischer Kanute
- Andrea Hauser (* 1957), deutsche Kulturwissenschaftlerin, Publizistin, Dozentin und Kuratorin
- Andreas Hauser (1770–1860), Bürgermeister und Landtagsabgeordneter
- Angelika Hauser-Dellefant (* 1957), deutsche Universitätsprofessorin für Bewegungspädagogik (Rhythmik)
- Anja E. Hauser (* 1973), deutsche Veterinärmedizinerin, Rheumatologin und Hochschullehrerin
- Anton Hauser (Politiker) (1758–1826), deutscher Politiker, MdL Bayern
- Anton Hauser (Architekt) (1823–1870), österreichischer Architekt
- Anton Hauser (Priester) (1840–1913), deutscher römisch-katholischer Geistlicher
- Anton Hauser, Pseudonym von Anton Neuhäusler (1919–1997), deutscher Philosoph und Mundartdichter
- Anton Hauser (Leichtathlet) (* 1956), deutscher Bergläufer
- Arnold Hauser (1892–1978), ungarisch-deutscher Kunsthistoriker
- Arnold Hauser (Schriftsteller) (1929–1988), deutschsprachiger rumänischer Schriftsteller
- August Hauser (1895–1960), österreichischer Architekt

### B
- Basilius Hauser (1886–1950), deutscher römisch-katholischer Ordensmann, Missionar und Märtyrer
- Beatrix Hauser (* 1964), deutsche Kulturanthropologin und Hochschullehrerin
- Benedikt Hauser (* 1964), deutscher Politiker (CDU), Landtagsabgeordneter
- Bernd Hauser (* 1936), deutscher Entomologe
- Bernhard Hauser (Künstler) (1940–2003), deutscher Maler, Grafiker, Bildhauer und Fotograf
- Bernhard Hauser (Pädagoge) (* 1958), Schweizer Erziehungswissenschaftler
- Berthold Hauser (1713–1762), deutscher Jesuit, Mathematiker, Philosoph und Hochschullehrer
- Bodo H. Hauser (1946–2004), deutscher Journalist
- Bradley Hauser (* 1977), US-amerikanischer Leichtathlet
- Brigitta Hauser-Schäublin (1944–2025), Schweizer Ethnologin, Museumskuratorin und Hochschullehrerin
- Brigitte Hauser (* 1955), österreichische Skirennläuferin
- Brigitte Hauser-Süess (* 1954), Schweizer Politikerin
- Bruno Hauser (1907–1965), deutscher Bildhauer

### C
- Carl Hauser (1851–1927), österreichischer Volkssänger, siehe Karl Hauser (Sänger)
- Carl Hauser (Politiker) (1865–1917), deutscher Politiker (Zentrum), MdR
- Carl Hauser (Mediziner) (1866–1956), Schweizer Militärarzt
- Carry Hauser (1895–1985), österreichischer Maler und Dichter
- Charles R. Hauser (1900–1970), US-amerikanischer Chemiker
- Charlotte A. E. Hauser (* 1958), Biowissenschaftlerin und Hochschullehrerin
- Christian Hauser (Wirtschaftswissenschaftler) (* 1974), Schweizer Wirtschaftswissenschaftler und Hochschullehrer
- Christian Hauser (Fußballspieler, 1975) (* 1975), österreichischer Fußballspieler
- Christian Hauser (Fußballspieler, 1976) (* 1976), deutscher Fußballspieler
- Christian Hauser (Radsportler) (* 2006), italienischer Mountainbiker
- Christoph Hauser (* 1956), deutscher Fernsehjournalist und Historiker
- Cole Hauser (* 1975), US-amerikanischer Schauspieler
- Cristina Hauser (* 1956), portugiesische Schauspielerin und Filmregisseurin

### D
- Daniel Hauser (* 1930), Schweizer Ringer
- David Hauser (* 1989), österreichischer Eishockeyspieler
- Dora Hauser (1877–1946), österreichische Porträtmalerin und Scherenschnittkünstlerin
- Doris Maria Hauser (* 1992), österreichische Kabarettistin
- Dorothea Hauser (* 1965), deutsche Historikerin und Autorin

### E
- Eckard Hauser (* 1940), deutscher Künstler
- Edi Hauser (Eduard Hauser; * 1948), Schweizer Skilangläufer
- Edouard Hauser, Schweizer Wasserballspieler
- Eduard Hauser (Unternehmer) (1840–1915), österreichischer Steinmetzunternehmer
- Eduard Hauser (General) (1895–1961), deutscher Generalleutnant
- Eduard Hauser (Politiker) (1928–2010), deutscher Politiker (REP)
- Edwin Hauser (1864–1949), Schweizer Politiker (SVP)
- Emil Hauser (Musiker) (1893–1978), ungarisch-israelischer Violinist und Hochschullehrer
- Emil Meyer-Hauser († 1955/1956), Schweizer Journalist und Verleger
- Emil Seiler-Hauser (1838–1904), Schweizer Unternehmensgründer, siehe Emil Seiler (Unternehmer, 1838)
- Emily Hauser, britische Altphilologin und Romanautorin
- Erich Hauser (1930–2004), deutscher Bildhauer
- Ernest F. Hauser (1920–1993), US-amerikanischer Manager
- Ernst Hauser (Ingenieur) (1880–1950), Schweizer Ingenieur
- Ernst Hauser (Chemiker) (auch Ernest Alfred Charles Hauser; 1896–1956), österreichisch-amerikanischer Chemiker, Hochschullehrer und Höhlenforscher
- Eugen Klöti-Hauser (1891–1967), Schweizer Entomologe und Pestizidforscher

### F
- Ferdinand Hauser (1795–1868), österreichischer Politiker, Bürgermeister von Klagenfurt
- Fiona Hauser (* 1997), österreichische Schauspielerin
- Françoise Hauser (* 1967), deutsche Reisejournalistin
- Franz Hauser (Bildhauer, 1651) (1651–1717), deutscher Bildhauer
- Franz Hauser (Sänger) (1794–1870), österreichischer Sänger und Musikpädagoge
- Franz Hauser (Mediziner) (1799–1857), österreichischer Chirurg
- Franz Hauser (Politiker) (1915–1986), Schweizer Politiker
- Franz Hauser (Heimatforscher) (* 1947), österreichischer Heimatforscher
- Franz Hauser (Fußballspieler), österreichischer Fußballspieler
- Franz Anton Xaver Hauser (1739–1819), deutscher Bildhauer
- Franz Xaver Hauser (Bildhauer, 1793) (1793–1838), deutscher Bildhauer
- Franz Xaver Hauser (Bildhauer, 1924) (1924–1999), österreichischer akademischer Maler und Bildhauer
- Franz Xaver Anton Hauser (1712–1772), deutscher Bildhauer des Rokoko
- Franziska Hauser (* 1975), deutsche Autorin und Fotografin
- Fridolin Hauser (1912–1987), Schweizer Politiker (CVP)
- Fridolin Josef von Hauser (1759–1832; auch Fridolin Josef Johann Nepomuk Alois Hauser), Schweizer Politiker, Landammann Glarus, Tagsatzungsgesandter
- Friedrich Hauser (Archäologe) (1859–1917), deutscher Archäologe
- Friedrich Hauser (Physiker) (1883–1958), deutscher Physiker
- Fritz Hauser (Entomologe) (1868–1910), österreichischer Lepidopterologe
- Fritz Hauser (Politiker) (1884–1941), Schweizer Politiker
- Fritz Hauser (Mediziner) (1914–1990), Schweizer Pädiater und Hochschullehrer
- Fritz Hauser (* 1953), Schweizer Musiker

### G
- Gabi Hauser (* 1958), österreichische Skirennläuferin
- Gabriele Hauser (* 1955), deutsche Politikerin (CDU), Staatssekretärin in Sachsen
- Georg von Hauser (1784–1828), österreichischer Offizier
- Georg Hauser, Pseudonym von Jakob Rosner (Journalist) (1890–1970), österreichischer Journalist und politischer Aktivist (KPÖ)
- Georg Hauser (Archäologe) (1946–2024), deutscher Archäologe
- George André Hauser (1921–2009), Schweizer Gynäkologe
- Georges Hauser, Schweizer Wasserballspieler
- Gerald Hauser (* 1961), österreichischer Politiker
- Gerd Hauser (1948–2015), deutscher Bauphysiker
- Gertrud Herzog-Hauser (1894–1953), österreichische Klassische Philologin
- Gregor Hauser (um 1470–1520), deutsch-österreichischer Architekt und Steinmetz
- Günter Hauser (1928–1981), deutscher Bergsteiger
- Gunther Hauser (* 1968), österreichischer Politikwissenschaftler
- Gustav Hauser (1856–1935), deutscher Pathologe und Bakteriologe

### H
- Hans Hauser (Tiermediziner) (1901–1967), Schweizer Tiermediziner und Hochschullehrer
- Hans Hauser (Dichter) (1907–1991), deutscher Mundartdichter
- Hans Hauser (Skirennläufer) (1911–1974), österreichischer Skirennläufer
- Hans Hauser (Fußballspieler) (* 1949), deutscher Fußballtorhüter
- Hansgeorg Hauser (1943–2021), deutscher Politiker (CSU)
- Hansheinz Hauser (1922–2020), deutscher Politiker (CDU)
- Harald Hauser (Autor) (1912–1994), deutscher Schriftsteller
- Harald Hauser (Fußballspieler) (* 2005), österreichischer Fußballspieler
- Hedi Hauser (1931–2020), rumäniendeutsche Kinderbuchautorin
- Heinrich von Hauser (Generalmajor) (1800–1893), österreichischer Generalmajor
- Heinrich Hauser (Politiker) (1851–1905), Schweizer Politiker, Nationalrat
- Heinrich Hauser (Schauspieler) (1891–1956), deutscher Schauspieler
- Heinrich Hauser (Schriftsteller) (1901–1955), deutscher Schriftsteller, Weltreisender und Fotograf
- Heinz Hauser (Skisportler) (1920–1996), deutscher Skisportler
- Heinz Hauser (Bühnenbildner), österreichischer Bühnenbildner
- Heinz Hauser (Ökonom) (* 1943), Schweizer Ökonom
- Heinz Hauser (Fußballspieler) (* 1949), deutscher Fußballspieler
- Hellmuth Hauser (1916–2004), deutscher Luftwaffenoffizier und Generalleutnant
- Helmut Hauser (Biochemiker) (1936–2020), österreichisch-schweizerischer Biochemiker und Fußballspieler
- Helmut Hauser (Fußballspieler) (* 1941), deutscher Fußballspieler
- Henri Hauser (1866–1946), französischer Wirtschaftswissenschaftler
- Hermann Hauser (Gitarrenbauer) (1882–1952), deutscher Gitarrenbauer
- Hermann Hauser II (1911–1988), deutscher Gitarrenbauer
- Hermann Hauser (Tischtennisspieler), deutscher Tischtennisspieler
- Hermann Hauser (Unternehmer) (* 1948), österreichischer Unternehmer und Erfinder
- Hermann Hauser III (* 1958), deutscher Gitarrenbauer, siehe Hermann Hauser (Gitarrenbauer) #Leben
- Herwig Hauser (* 1956), österreichischer Mathematiker
- Hubert Hauser (1856–1913), österreichischer Kaufmann
- Hugo Hauser (1911–1980), deutscher Politiker (CDU)

### I
- Ignaz Hauser (1881–1937), österreichischer Rabbiner
- Irene Hauser (1924–zwischen 2010 und 2019), deutsche Physikerin
- Irmgard Hauser-Köchert (1928–2015), österreichische Kunsthistorikerin

### J
- Jack Hauser (* 1958), österreichischer Künstler
- Jacqueline Heaney-Hauser (1939–2024), schweizerisch-französische Textilkünstlerin
- Jan Hauser (* 1985), Schweizer Curler
- Jochen Hauser (* 1941), deutscher Schriftsteller und Drehbuchautor
- Johann Hauser (Politiker, 1853) (1853–1921), Schweizer Politiker
- Johann Hauser (Künstler) (1926–1996), österreichischer Maler
- Johann Hauser (Politiker, 1953) (1953–2023), deutscher Politiker (FDP), Mdl Sachsen-Anhalt
- Johann Jakob Hauser (Politiker, 1828) (1828–1891), Schweizer Landwirt und Politiker
- Johann Jakob Hauser (Politiker, 1854) (1854–1913), Schweizer Landwirt und Politiker
- Johann Nepomuk Hauser (1866–1927), österreichischer Priester und Politiker (CS)
- Johannes Hauser (1890–1970), deutscher Politiker (CDU), Krefelder Oberbürgermeister und Landtagsabgeordneter NRW
- Johannes Hauser (Fotograf) (* 1974), deutscher Fotograf und Journalist
- Josef Hauser (Jurist, 1781) (1781–??), deutscher Richter
- Josef Hauser (Sänger) (1828–1903), deutscher Musiker und Opernsänger (Bariton)
- Josef Hauser (Komponist) (1854–1939), deutscher Komponist und Instrumentenbauer
- Josef Hauser (Maler) (1908–1986), deutscher Maler
- Josef Hauser (Wasserballspieler) (1910–1981), deutscher Wasserballspieler
- Josef Hauser (Schauspieler), deutscher Schauspieler
- Josef Hauser (Skilangläufer) (* 1940), österreichischer Skilangläufer
- Josef Hauser (Jurist, 1958) (* 1958), österreichischer Landesvolksanwalt
- Josef Wilhelm Hauser (1946–1984), deutscher Politiker (CDU), MdL Baden-Württemberg
- Judith Hauser (* 1992), deutsch-ungarische Rhythmische Sportgymnastin
- Julia Hauser (* 1994), österreichische Triathletin
- Julius Hauser (1854–1920), US-amerikanischer Politiker
- Julius Hauser (Architekt) (vor 1884–1954), sudetendeutscher Architekt

### K
- Karl von Hauser (1821–1905), österreichischer Jurist und Denkmalpfleger
- Karl Hauser (Sänger) (1851–1927), österreichischer Sänger
- Karl Hauser (Schauspieler) (1891–1957), deutscher Schauspieler
- Karl Hauser (Architekt) (1893–1959), Schweizer Architekt
- Karl Hauser (Heimatforscher) (1907–1997), deutscher Lehrer, Fotograf und Heimatchronist
- Karl Hauser (Parteifunktionär), deutscher Parteifunktionär (KPD, SED)
- Karlheinz Hauser (* 1967), deutscher Koch
- Karl Ludwig Hauser (1810–1873), deutscher Maler
- Kaspar Hauser (1812?–1833), Findelkind ungeklärter Herkunft
- Kaspar Hauser (Historiker) (1845–1920), Schweizer Lehrer, Historiker und Archivar
- Kaspar Hauser, ein Pseudonym von Kurt Tucholsky (1890–1935), deutscher Journalist und Schriftsteller
- Krista Hauser (1941–2024), österreichische Journalistin, Autorin und Dokumentarfilmerin
- Kryštof Hauser (* 2002), tschechischer Skispringer

### L
- Leopold Hauser (1845–1920), österreichischer Pferdezüchter (Traber) und Gewerke
- Linus Hauser (* 1950), deutscher Theologe
- Lisa Hauser (* 1993), österreichische Biathletin und Skilangläuferin
- Lorenz Hauser (Richter) (1828–1882), deutscher Richter
- Lorenz Hauser (Landwirt) (1869–1918), deutscher Landwirt und Schloss-Erbauer
- Louis Hauser-Binder (1861–1914), Schweizer Architekt
- Ludwig Hauser (* 1959), deutscher Bildhauer und Steinmetz

### M
- Manfred Hauser (* 1968), deutscher Jurist
- Marc Hauser (* 1959), US-amerikanischer Evolutionsbiologe
- Marc Hauser (Unternehmer) (* 1971), Schweizer Fallschirmspringer und Unternehmer
- Marie-Theres Hauser (* vor 1970), Biologin, Bodenkundlerin und Hochschullehrerin
- Mark Hauser (* 1968), deutscher Basketballspieler
- Markus Hauser (Prediger) (1849–1900), Schweizer Prediger
- Markus Hauser (Musiker) (* 1971), Schweizer Musiker
- Marlene Hauser (* 1996), österreichische Schauspielerin
- Matthew Hauser (* 1998), australischer Triathlet
- Maximilian von Hauser (1856–1919), österreichischer Generalmajor
- Maximilian Hauser (* 1984), deutscher Beachvolleyballspieler
- Maximus von Hauser (1860–1930), österreichischer Vizeadmiral
- Michael Hauser (Musikethnologe) (1930–2016), dänischer Musikethnologe
- Michael Hauser (Skisportler) (* 1981), österreichischer Skilangläufer und Biathlet
- Miska Hauser (1822–1887), österreichisch-ungarischer Violinist und Komponist
- Monika Hauser (* 1959), Schweizer Ärztin
- Moritz Hauser (Architekt) (1891–1970), Schweizer Architekt
- Moritz Heinrich Hauser (1826–1857), deutscher Komponist und Dirigent

### N
- Nan Hauser (* 1953), US-amerikanische Walforscherin
- Nicole Hauser, bürgerlicher Name von Mandy Mystery (* 1973), deutsche Pornodarstellerin
- Norbert Hauser (* 1946), deutscher Politiker (CDU)

### O
- Olivia Hauser (* 1982), Schweizer Squashspielerin
- Oscar Hauser (1867–1935), Schweizer Hotelier und Verbandsfunktionär
- Oskar Hauser (1920–2005), deutscher Physiker und Hochschullehrer in Berlin
- Oswald Hauser (1910–1987), deutscher Philologe, Historiker und Hochschullehrer
- Otto Hauser (Archäologe) (1874–1932), Schweizer Kunsthändler und Archäologe
- Otto Hauser (Autor) (1876–1944), österreichischer Schriftsteller
- Otto Hauser (Politiker) (* 1952), deutscher Politiker (CDU)
- Otto Robert Hauser (1886–1972), deutsch-amerikanischer Politiker und Philanthrop

### P
- Paul Hauser (Politiker) (1811/1812–1876), österreichischer Politiker, Bürgermeister von Villach
- Paul Hauser (Kunsthistoriker) (1868–1914), österreichischer Kunsthistoriker und Denkmalpfleger
- Paul Walter Hauser (* 1986), US-amerikanischer Schauspieler
- Peter Hauser (Footballspieler) (1887–1935), US-amerikanischer American-Football-Spieler
- Peter Hauser (Fußballspieler) (1934–2000), südafrikanischer Fußballspieler und -trainer
- Peter Hauser (Autor) (* 1943), Schweizer Rechtsanwalt und Studentenhistoriker
- Peter B. Hauser (* 1942), österreichischer Numismatiker-Experte und Sammler von Münzen, Orden u. ä.
- Petra Hauser (* 1971), deutsche Fußballspielerin
- Philip Morris Hauser (1909–1994), US-amerikanischer Soziologe

### R
- Richard Hauser (Theologe) (1903–1980), deutscher Theologe
- Richard Hauser (Musiker) (1909–1970), österreichischer Pianist und Hochschullehrer
- Richard Hauser (Sozialwissenschaftler) (1911–1990), österreichisch-britischer Sozialwissenschaftler
- Richard Hauser (Volkswirt) (* 1936), deutscher Ökonom und Hochschullehrer
- Robert Hauser (Jurist) (1921–2011), Schweizer Rechtswissenschaftler
- Robert Hauser (* 1988), österreichischer Nordischer Kombinierer
- Robert B. Hauser (1919–1994), US-amerikanischer Kameramann
- Roberto Heinze Hauser (* 1946), mexikanischer Kanute
- Rodney Hauser (* 1952), australischer Rugby-Union-Spieler
- Roland Hauser (Jurist) (1938–2023), deutscher Richter
- Roland Hauser (Diplomat) (* 1957), österreichischer Diplomat
- Rolf Hauser (* 1923), deutscher Fußball- und Handballspieler
- Rudolf Hauser (Politiker) (1919–1996), österreichischer Politiker
- Rudolf Hauser (Radsportler) (* 1937), Schweizer Radrennfahrer
- Rudolf Hauser (Fußballspieler) (* 1954), österreichischer Fußballspieler
- Rudolf Schnorf-Hauser (1815–1894), Schweizer Chemieunternehmer
- Rudolf Eduard Hauser (1818–1891), Schweizer Porträt- und Genremaler
- Ruth Hauser, Schweizer Eiskunstläuferin

### S
- Samuel Thomas Hauser (1833–1914), US-amerikanischer Politiker
- Sarah Hauser (Informatikerin), Schweizer Informatikerin
- Sarah Hauser (Windsurferin) (* 1989), französische Windsurferin
- Shmuel Hauser (* 1955), israelischer Wirtschaftswissenschaftler und Hochschullehrer
- Sigrid Hauser (* 1966), österreichische Sängerin, Schauspielerin und Drehbuchautorin
- Sophie Hauser (1872–1945), Schweizer Kunstmalerin
- Stefan Hauser (* 1970), Schweizer Linguist und Hochschullehrer
- Stefan R. Hauser (* 1962), deutscher Klassischer Archäologe
- Stephen Hauser (Drehbuchautor), Drehbuchautor
- Stephen L. Hauser (* 1949), US-amerikanischer Neuroimmunologe
- Stjepan Hauser (* 1986), kroatischer Cellist, siehe 2Cellos
- Susanne Hauser (Künstlerin) (* 1946), Schweizer Künstlerin
- Susanne Hauser (Juristin) (* 1950), deutsche Juristin und Richterin
- Susanne Hauser (Kulturwissenschaftlerin) (* 1957), deutsche Kulturwissenschaftlerin

### T
- Theo Hauser (* 2003), österreichischer Radrennfahrer
- Thomas Hauser (Autor) (* 1946), US-amerikanischer Autor
- Thomas Hauser (Skirennläufer) (* 1953), österreichischer Skirennläufer
- Thomas Hauser (Journalist) (* 1954), deutscher Journalist
- Thomas Hauser (Fußballspieler) (* 1965), deutscher Fußballspieler
- Thomas Hauser (Schauspieler) (* 1992), deutscher Schauspieler
- Tim Hauser (1941–2014), US-amerikanischer Sänger

### U
- Uli Hauser (* 1962), deutscher Journalist
- Ulrich Hauser (1926–2017), deutscher Physiker

### V
- Valentin Hauser (* 1949), österreichischer Buchautor, Komponist und Gemeindebeamter
- Victor Hauser (1867–1924), Schweizer Jurist und Politiker (FDP)

### W
- Walter Hauser (Politiker, 1837) (1837–1902), Schweizer Politiker (FDP)
- Walter Hauser (Architekt) (1891–1966), Schweizer Architekt und Redaktor des Bau-Handbuches
- Walter Hauser (Archäologe) (1893–1959), amerikanischer Archäologe und Architekt
- Walter Hauser (Mediziner) (1914–2001), deutscher Dermatologe und Hochschullehrer
- Walter Hauser (Politiker, 1922) (1922–2017), österreichischer Politiker (ÖVP)
- Walter Hauser (Historiker) (1927–2019), US-amerikanischer Historiker und Hochschullehrer
- Walter Hauser (Radsportler) (1937–1998), schweizerischer Radsportler, Schweizer Meister im Querfeldeinrennen
- Walter Hauser (Gewichtheber) (* 1943), Schweizer Gewichtheber
- Walter Hauser (Schriftsteller) (1957–2022), Schweizer Schriftsteller und Journalist
- Walter Hauser (Museumsdirektor) (* 1961), deutscher Museumsdirektor
- Walter Hauser-Bucher (1904–1967), Schweizer Unternehmer
- Werner Hauser (Architekt) (1905–1961), Schweizer Architekt
- Werner Hauser (Pfarrer) (1922–2024), deutscher Pfarrer und Publizist
- Werner Hauser (Jurist) (* 1967), österreichischer Jurist und Hochschullehrer für Wirtschaftsrecht
- Wilhelm Hauser (Jesuit) (1710–1781), deutscher Jesuit und Autor
- Wilhelm Hauser (1883–1983), deutscher Mathematiker und Hochschullehrer
- Wilhelm Hauser (Ökonom), deutscher Wirtschaftswissenschaftler und Hochschullehrer
- Wings Hauser (1947–2025), US-amerikanischer Schauspieler
- Wolfgang Hauser (1893–1973), deutscher Generalleutnant